# In My Pocket
«In My Pocket» —en español: «En mi bolsillo»— es una canción rhythm and blues con elementos turkish interpretada por la cantante estadounidense Mandy Moore, escrita por Randall Barlow, Emilio Estefan, Liza Quintana, Gian Marco Zignago y Kenny Gioia, Shep Goodman, James Renald, e incluida en el año 2001 en el tercer álbum de estudio de la cantante, Mandy Moore. De acuerdo a Billboard, «In My Pocket» es el quinto sencillo lanzado por Moore en los Estados Unidos. 
En mayo de 2001, la canción fue enviada por Epic Records a las radios estadounidense, posteriormente en el resto del mundo, como primer sencillo de su disco homónimo Mandy Moore. El tema recibió críticas positiva por parte de los críticos musicales, dándole un visto positivo a la imagen un poco más madura de Mandy. Tras su lanzamiento, «In My Pocket» ingresó instantáneamente al top 30 de Australia y Nueva Zelanda. En América el sencillo no logró ingresar a Billboard Hot 100, sin embargo logró debutar en Bubbling Under Hot 100 Singles que en el número dos (equivalente a # 102) el 12 de junio de 2001. La canción también alcanzó el número veintiuno en Billboard Pop 100, donde se mantuvo durante nueve semanas. 
El video fue dirigido por Matthew Rolston y recibió un disparo en un club nocturno que se le dio un Oriente Medio aspecto para que coincida con la sensación similar de la canción misma, incluyendo Bellydancers y sopladores de fuego. Mandy se sentó en un trono, y vistos casi como si fuera realeza. En otras escenas, Mandy se ve bailando y casi coqueteando con uno de los bailarines. El video es un poco diferente de los vídeos anteriores de Mandy, porque ella está mirando más sexy y más segura que era otra forma de ayudarla a romper con la mirada estereotipada princesa Pop-a-like.

## Escritura, grabación y producción
Después de lanzar su segundo álbum, "I Wanna Be With You", Moore señaló que "Toda la música ha comenzado a ver y oír lo mismo" y que ella decidió que era hora de alejarse de eso. Dijo en una entrevista a "Billboard" que ella quería más canto y menos baile. "Me cansé de gran forma".
«In My Pocket» fue escrita por los letristas Randall Barlow, Emilio Estefan, Liza Quintana, Gian Marco Zignago y Kenny Gioia, Shep Goodman, James Renald. La canción tiene un sonido un poco más maduro en comparación con los sencillo anteriores de Moore y fue un enfoque totalmente diferente para ella como artista en el momento. «In My Pocket» tiene un sonido rhythm and blues con elementos turkish un toque de música techno. Aunque la canción logró ser un éxito moderado, Mandy pudo crecer un poco más musicalmente, ayudándole a romper con la imagen de la princesa del pop estereotipadas tales como Britney Spears, Christina Aguilera y Jessica Simpson.

## Video

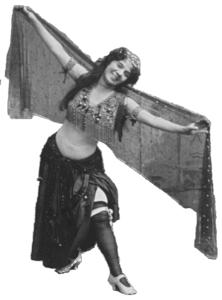
El video incluye imágenes de bailarinas del vientre y sopladores de fuego.

El video musical de «In My Pocket» fue dirigido por el director estadounidense Matthew Rolston, quien para ese momento había trabajado con los Backstreet Boys en «Shape Of My Heart», Melanie B en «Word Up», y con Janet Jackson en «Every Time». Su rodaje fue realizado en Los Ángeles, California, aunque el vídeo se ambienta en un club nocturno de Miami, a finales del mes de junio de 2001. El vídeo se desarrolla en un club nocturno con un aspecto al Oriente Medio, para que coincida con la sensación similar de la canción misma, incluyendo Bellydancers y sopladores de fuego. En otras escenas, Mandy se ve bailando y casi coqueteando con uno de los bailarines. El video es un poco diferente de los vídeos anteriores de Mandy, porque ella está mirando más sexy y más segura que era otra forma de ayudarla a romper con la mirada estereotipada princesa Pop-a-like.
Su estreno fue realizado el lunes 6 de agosto de 2001, en un programa de televisión por cable MTV, el video logró alcanzar en puesto número 2 en TRL. Britney Spears, después de lanzamiento del vídeo musical de «I'm a Slave 4 U» fue criticada por la prensa amarilla debido a que estos consideraban que este vídeo era una copia descarada de «In My Pocket», meses más tarde Moore llamó a esto algo estúpido, pues para ella los dos vídeos son totalmente diferentes.
El 23 de noviembre de 2009, Epic Records publicó el video en la cuenta oficial de Vevo de la cantante, donde en noviembre de 2012 alcanzó los mil millones de reproducciones.

## Recepción

### Crítica
"In My Pocket" recibió críticas mixtas por parte de los críticos musicales. Matt Diehl de EW, dijo; "Absolutamente no hay nada tan limpio como la canción de Moore de 1999, "Candy", donde ella era una de las contendiente de Britney Spears en esa época. "In My Pocket" es una canción donde Moore intenta hacer un mini Madonna estilo. Es preocupante escuchar a los 17 años de edad, gimiendo. Al final califico la canción con una C. Sal Cinquemani de Slant Magazine califico la canción con de 3.5 estrellas, a escala de 5, expresando que; "El primer sencillo del álbum, "In My Pocket", es un punto de partida señas a sus hits anteriores. El hogar de uno de los mejores ganchos pop de los últimos tiempos, la letra de la canción es mucho más penetrante que cualquier tema de Spears o Jessica Simpson. "In My Pocket" es una de las varias canciones que ofrecen un claro ritmo del Oriente Medio, cortesía del veterano productor Emilio Estefan Jr." Según la revista People; "In My Pocket", es una canción vigorosa inspirada en ritmos de medio oriente.

### Comercial
La canción fue preparada para ser un gran éxito de Moore en los Estados Unidos y se espera que por fin impulsar el #1 de su estatuto. «In My Pocket» debutó la semana del 1 de junio de 2001, en la posición número 24 en Bubbling Under Hot 100, poco después logró alcanzar la posición número 2 (equivalente a 102 en Billboard Hot 100) el 12 de junio de 2001. La canción nunca logró entrar a Billboard Hot 100, pese al éxito moderado que octavo en las estaciones de radio, alcanzó el número veintiuno en Billboard Pop 100, donde se mantuvo durante nueve semanas. «In My Pocket» solo ha logrado vender en los Estados Unidos 210 mil copias, 100 de estas debido a era de descarga digitales en la actualidad. 
En Asia «In My Pocket» se convirtió en un éxito top 10 instantáneo en Taiwán, Filipinas, y Tailandia. En Taiwán logró alcanzar el puesto número 1, vendido más de 12 mil copias, obteniendo el certificado de disco Platino por la asociación RIT. En Tailandia fue certificado disco de oro, vendiendo 70 mil copias, en tan solo un mes, la canción se convirtió en todo un hit ya que alcanzó el puesto número 2. En Filipinas debutó en la posición número 1 de las lista musicales, vendiendo más de 300 mil copias, recibiendo disco multiplatino por la Philippine Association of the Record Industry. Paralelamente, en Oceanía, «In My Pocket» logró un éxito moderado, en Australia se convirtió en el cuarto Top 20 hits de Moore alcanzando la posición número 11, vendiendo más de 40 mil copias y siendo certificado por la asociación Australian Recording Industry Association, disco de oro.

## Formatos
| CD-Maxi |                                                   |          |  |
| N.º     | Título                                            | Duración |  |
| 1.      | «"In My Pocket"» (Version Album)                  | 3:40     |  |
| 2.      | «"I Wanna Be With You"» (en vivo en MTV)          | 4:20     |  |
| 3.      | «"In My Pocket"» (Hex Hector principal de 7 "mix) | 4:01     |  |
| 4.      | «"In My Pocket"» (Thunderpuss club mix)           | 4:16     |  |

## Charts
| Chart (2001)                        | Peak position |
| ----------------------------------- | ------------- |
| Australia (ARIA)                    | 11            |
| Filipina Singles Chart              | 1             |
| Nueva Zelanda (Recorded Music NZ)   | 26            |
| Taiwanese Singles Chart             | 1             |
| Tailandia Singles Chart             | 2             |
| U.S. Bubbling Under Hot 100 Singles | 2             |
| U.S. Billboard Top 40 Mainstream    | 21            |
| U.S. Billboard Top 40 Tracks        | 37            |
| U.S. ARC Weekly Top 40              | 8             |

### Certificaciones
| País      | Certificación |
| --------- | ------------- |
| Australia | Oro           |
| Taiwán    | Platino       |
| Tailandia | Oro           |
| Filipina  | 2X Platino    |